# Вранашница (притока Нишаве)
Вранашница је десна притока Нишаве у Ђурђевом пољу низводно од Станичења, на 83-ем речном километру.

## Називи
Вранашница која је позната још и као Осмаковска река, у горњем делу тока, од села Враништа до ушћа у Нишаву мења назив у Вранашница.

## Географске одлике слива
Извор
Вранашница извире на надморској висини од 702 метра, испод Бабине главе (816 m н.в), на развођу са Трговишким Тимоком. Сушних година дешава се да Осмаковска река пресуши и узводно од Враништа.
Геолошке одлике слива
У изворишном делу Врањешнице постоји велики број дубоко усечених јаружастих долина, а сам терен је изграђен од палеогених слабо отпорних седимената и јако изражених ерозија. И у сливу прве велике притоке, Бабинокалске реке, присутне су сличне бројне јаруге које пресецају терен изграђен од кредних магматских агломерата, пешчара и лапораца.
Од ушћа Бабинокалске реке до Враништа речно дно се незнатно шири. Образована је алувијална раван, ширине до 200 метара.
Вегетација
Како је нагиб слива велики у њему шуме не заузимају значајне површине. Мање од трећине слива покривено је шумама, углавном слабог квалитета. Већи део површине слива користи се за пољопривредну проиводњу.
Притоке
Код Осмакова, са леве стране, у Осмаковску реку се улива највећа лева притока – Влашка река. Од села Враништа до ушћа у Нишаву Осмаковска река назива се Вранашницом. Село Враниште се налази већим делом на левој притоци Вранашнице - Потоку. Поток извире у подножју кречњачког гребена Китке који пробија уском долином изнад села. Низводно Вранашница нема притока.